# Marcus Vestinus Atticus
Marcus (Iulius) Vestinus Atticus (PIR² I 624) was samen met Aulus Licinius Nerva Silianus consul ordinarius in het jaar 65 n. Chr., waarin de zogenaamde samenzwering van Piso werd gevormd tegen Nero (Tac., Ann. XV 48.1.). Hij was de zoon van de eques Lucius Iulius Vestinus, die onder meer praefectus Alexandriae et Aegypti was.
Atticus was een man met een standvastig karakter, en bezat van nature grote talenten. Gaius Calpurnius Piso, die als leider van de samenzwering naar voren geschoven werd, vreesde dat Atticus de Romeinse Republiek zou herstellen of iemand anders princeps zou maken indien de samenzwering zou slagen (Tac., Ann. XV 52.3.). Hoewel hij niet betrokken was bij de samenzwering (Tac., Ann. XV 68.2.), werd hij geëxecuteerd op bevel van Nero bij de ontdekking van de samenzwering. Dit gebeurde tijdens een feestmaaltijd die hij hield in zijn versterkte huis (imminentes foro aedes) (Tac., Ann. XV 69.)). Hoewel Atticus op zeer intieme wijze omging met de keizer, maakte hij zich gehaat bij deze doordat hij zijn afkeer voor zijn daden niet onder stoelen of banken stak (Tac., Ann. XV 68.3.). Hij haalde zich bovendien nog meer de haat van de keizer op zijn hals door Statilia Messallina te huwen, hoewel hij wist dat ze een van zijn minnaressen was (Tac., Ann. XV 68.3.).
Het is mogelijk dat een zekere Vestinus Atticus in Martialis' gedichten een zoon van Marcus Iulius Vestinus Atticus en Statilia Messallina was (A. Balland, in REA 100 (1998), pp. 60-63.)

## Antieke bron
- Suet., Nero 35.1.
- Tac., Ann. XV 48.1, 52.3, 68.2-3, 69.).